# Hololepta meridiana
Hololepta meridiana är en skalbaggsart som beskrevs av Sylvain Auguste de Marseul 1853. Hololepta meridiana ingår i släktet Hololepta och familjen stumpbaggar. Inga underarter finns listade i Catalogue of Life.